# Androsace geraniifolia
Androsace geraniifolia là một loài thực vật có hoa trong họ Anh thảo. Loài này được Watt mô tả khoa học đầu tiên năm 1882.